# Hades Records
Hades Records este o casă de discuri independentă, de hip-hop, din România, fondată de Kombat în anul 2001.

## Artiști
- axes / Sexy Loops
- Butch
- Criss Blaziny
- Dagga (Butch, Ghismo, Ozo, DJ Undoo)
- Dribbler (aka Mr.Dreamcraft)
- FunkTastics (Serafim, Moses)
- Keri (producător)
- KST (Kombat, Maerry, DJ Faibo X)
- Ortega (producător)
- Phlo (beatbox)
- Soim
- Veritasaga (Praetor, Jhivago, Dribbler, DJ Sonia)
- Zeppelin (Serafim, Ortega, DJ Faibo X)
- KaTaNa